# Вуковарска ада
Вуковарска ада је речно острво на Дунаву које се налази у близини Вуковара. Територија је под спором између Хрватске и Србије.

## Географија
Вуковарска ада налази се са источне стране Дунава. Од српске обале дели је узак канал ширине 20-30 метара, док је најмања удаљеност до обале Хрватске најмање 250 метара. Облик острва подсећа на бумеранг окренут врхом према Хрватској. Дужина острва је око 3,8 километара, а максимална ширина приближно 600 метара. Острво је богато пошумљено. Површина се протеже на око 32 хиљаде квадратних метара, у зависности од водостаја Дунава. Пешчана плажа је уређена за купаче.

## Оспорена гранична линија
Током 1991. године проглашена је аутономна област Славонија, Барања и Западни Срем, чији је главни град био Вуковар. Наредне године, недуго пре распада Социјалистичке Федеративне Републике Југославије, ушла је у састав Републике Српске Крајине. Рат у Хрватској, који је трајао све време до 1995. окончан је Ердутским споразумом. Читаво подручје је 1998. интегрисано у састав Републике Хрватске.
Став Бадентерове арбитражне комисије био је да границе држава треба да следе поделу савезних република које су биле у саставу бивше државе. Евентуална промена граница условљена је међусобним споразумом који би, према оцени комисије, требало да склопе суседне државе. Тиме је, међутим, настао српско-хрватски гранични спор око поделе земљишта које се налази око корита Дунава. Од заједничке границе две државе са Мађарском на северу простире се Специјални резерват природе Горње Подунавље. Уз њега су са српске стране смештени атари села Бачки Брег, Колут, Бездан, у ком се налази најзападнија тачка државе, затим Бачки Моноштор и Купусина. Са јужне стране општине Апатин, поред резервата су места Сонта и Богојево. Меандри реке утицали на разуђеност граничне линије ка југу све до Бачке Паланке са српске, односно Илока са хрватске стране. У том подручју налазе се два највећа речна острва, Шаренградска и Вуковарска Ада. Обе су до разједињења СФРЈ биле у саставу Социјалистичке Републике Хрватске. Србија је одбила да прихвати границу у тим оквирима, сматравши да она треба да иде средином пловног тога реке. Као аргумент је узето такво решење које је примењено у другим случајевима, односно чињеница да се ток реке временом изменио. С друге стране, Хрватска је усвојила одлуку Арбитражне комисије, позивајући се на катастарске књиге из времена Аустроугарске монархије. Укупна државна граница Србије и Хрватске износи 252 километра, од чега 138 чини ток Дунава. Према истим катастарским документима, Хрватска је своја потраживања са леве стране Дунава проценила на око 10.000 хектара, а део те површине налази се у саставу градских подручја Сомбора, Апатина и Бачке Паланке. У различитим изворима наведено је да Србија полаже право на површину између 900 и 3.000 хектара са десне обале реке.

## Споразум Вуковара и Бача
До 2006. године границу је обезбеђивала Војска Србије, због чега приступ подручју није био дозвољен са хрватске стране. Договор две државе био је да се контрола врши по пола, средином пловног тока Дунава. Након тога је потписан споразум којим је омогућено кретање држављана обе земље ка Вуковарској ади у периоду од 7 до 20 часова, без пограничне пропуснице. Контролу је надаље преузела гранична полиција. На тај начин је Вуковарска ада постала доступна као излетиште после 16 година. Споразумом између тадашњих општина Вуковар у Хрватској и Бач у Србији, договорено је успостављање трајектне линије за превоз људи и возила преко Дунава. Са радом је средином 2007. године почела скела, а три године касније на поклон је добијен трајект од холандске владе. Пловило под називом Голубица саобраћало је до 2013. године када је Хрватска постала чланица Европске уније. Услед размимоилажења ставова по питању споразума о малограничном прелазу, после тога је била ван функције, а Град Вуковар је 2017. огласио могућност продаје или давања у закуп.
Вуковарска ада је у наредном периоду постала значајно туристичко место у летњем периоду за људе са обе стране Дунава. Међутим, спор по питању власништва два речна острва остао је на снази и током следеће деценије. Статус Шаренградске и Вуковарске аде означен је као највећа препрека на путу ка решењу проблема. И док је Хрватска инсистирала на катастарским књигама, Србија се позивала на Закон о установљењу и устројству Војводине из 1945. године. Као крајња могућност више пута је напомињана међународна арбитража.

## Збирни извори
1. ↑  [6][7][8][9][10][11][12]
2. ↑  [14][15][16][17][18]
3. ↑  [23][24][25][26][27][28][29][30][31]
4. ↑  [32][33][34][35][36]
5. ↑  [37][38][39][40][41][42]